# Be My Wife
Pour le film d'Hal Roach, voir Lui et la Dactylographe.
Pour le film de Max Linder, voir Soyez ma femme.
Singles de David Bowie
Sound and Vision
(février 1977) "Heroes"
(septembre 1977)
Be My Wife est une chanson de David Bowie parue en 1977 sur l'album Low.
Deuxième single extrait de l'album après Sound and Vision, Be My Wife n'entre dans les charts ni au Royaume-Uni, ni aux États-Unis. Elle fait l'objet d'un clip réalisé par Stanley Dorfman (en), dans lequel Bowie, muni d'une guitare, mime la chanson sur un fond entièrement blanc.

## Musiciens
- David Bowie : chant, guitare
- Carlos Alomar : guitare rythmique
- George Murray : basse
- Dennis Davis : percussions
- Ricky Gardiner : guitare
- Roy Young : piano